# 13926 Berners-Lee
13926 Berners-Lee este un asteroid din centura principală de asteroizi.

## Descriere
13926 Berners-Lee este un asteroid din centura principală de asteroizi. A fost descoperit pe 2 decembrie 1986 la Flagstaff de Edward L. G. Bowell. Asteroidul prezintă o orbită caracterizată de o semiaxă mare de 2,56 ua, o excentricitate de 0,30 și o înclinație de 3,3° în raport cu ecliptica.